# Народ против Ларри Флинта
«Народ против Ла́рри Фли́нта» (англ. The People vs. Larry Flynt) — фильм-биография Милоша Формана о Ларри Флинте.

## Сюжет
Фильм рассказывает историю жизни скандально известного американского издателя порнографии и бизнесмена Ларри Флинта. Действие фильма охватывает 1970—1980-е годы.
В молодости Ларри Флинт и его брат Джимми содержали стриптиз-клуб «Хастлер» («Hustler») в Цинциннати. Дела в заведении шли не особенно хорошо, и Ларри решил начать рассылать потенциальным клиентам по почте рекламный листок клуба. Со временем этот листок превратился в полноформатный порнографический журнал «Хастлер». Настоящий успех ждал журнал и его издателей после того, как Флинт опубликовал фотографии обнажённой Жаклин Кеннеди Онассис. Незадолго до этого Ларри знакомится с некой Алтеей Лейзер, которая устроилась на работу стриптизёршей в его клуб; впоследствии она становится женой Флинта.
Ларри Флинт становится миллионером, журнал пользуется бешеным успехом, но у популярности есть обратная сторона. Флинт подвергается многочисленным нападкам блюстителей морали, которые считают журнал «Хастлер» растлителем общества. Флинта вовлекают в многочисленные скандальные судебные процессы. Адвокат Флинта Алан Айзекман вынужден постоянно испытывать последствия взбалмошного характера своего клиента. Во время одного из процессов Флинта приговаривают к выплате крупного штрафа, который его помощницы рассыпают на полу перед судьёй.
Во время одного из судебных процессов во Флинта и Айзекмана стреляет неизвестный мужчина; Флинт получает тяжёлое ранение, в результате которого у него навсегда парализована нижняя часть тела. После ранения он переживает тяжёлую депрессию. Испытывая постоянные мучительные боли, Ларри начинает принимать болеутоляющие лекарства. В результате он и его жена Алтея становятся зависимыми от морфина и антидепрессантов.
После хирургической операции Ларри чувствует себя лучше, и, бросив употреблять болеутоляющие, с новой энергией включается в судебные разбирательства. В очередном номере журнала опубликована пародийная статья, повествующий о том, что известный американский религиозный деятель Джерри Фалуэлл якобы имел половой контакт с собственной матерью во дворе собственного дома. Фалуэлл обращается в суд, требуя возместить моральный ущерб. Суд встаёт на сторону Фалуэлла и заставляет Флинта выплатить штраф в размере 200 тысяч долларов.
Между тем Алтея, которая давно уже больна СПИДом, умирает, утонув в ванной. Потрясённый смертью любимой жены, Флинт вызывает к себе адвоката Айзекмана (которого он перед этим уволил). Он говорит, что необходимо подать апелляцию в Верховный Суд США по делу Джерри Фалуэлла. Айзекман поначалу отказывается. Но затем соглашается, поддавшись уговорам и поняв важность этого дела для своего подзащитного.
Во время интервью журналистам Флинт говорит:

Если Первая поправка защитит такой мешок с дерьмом как я, то она защитит всех вас, потому что я — наихудший случай!..
В итоге Флинт выигрывает дело. Согласно вердикту суда, Первая поправка Конституции США гарантирует Флинту свободу слова при выражении своего мнения по отношению к такой публичной фигуре, как Джерри Фалуэлл, которое имело место в юмористической и пародийной статье в журнале «Хастлер».

## В ролях
| Актёр             | Персонаж            |
| ----------------- | ------------------- |
| Вуди Харрельсон   | Ларри Флинт         |
| Кортни Лав        | Алтея Флинт         |
| Эдвард Нортон     | Алан Айзекман       |
| Бретт Харрельсон  | Джимми Флинт        |
| Донна Гановер     | Рут Картер Степлтон |
| Джеймс Кромвелл   | Чарльз Китинг       |
| Криспин Гловер    | Эрло                |
| Винсент Скиавелли | Честер              |
| Майлз Чепин       | Майлз               |
| Джеймс Карвиль    | Саймон Лейс         |
| Ричард Паул       | Джерри Фалуэлл      |
| Барт Ньюборн      | Рой Гратмен         |
| Ян Тршиска        | киллер              |
| Коди Блок         | десятилетний Ларри  |
| Райан Пост        | восьмилетний Джимми |
| Ларри Флинт       | судья Моррисси      |

## Сравнение с реальными событиями
- Фильм довольно точно отражает реальную биографию Ларри Флинта лишь с небольшими поправками. Так, например, Алан Айзекман в фильме — собирательный образ нескольких адвокатов Флинта. При этом того из них, кто выиграл судебный процесс в Верховном суде, звали действительно Алан Айзекман.
- О человеке, стрелявшем в Флинта, в конце фильма говорится, что он так никогда и не был найден. На самом деле в покушении позже признался серийный убийца, исповедующий идеологию превосходства белых, Джозеф Пол Франклин. Он был возмущён изображениями в «Хастлере» половых актов людей, принадлежащих к разным расам[3].
- В фильме никак не отражено то, что до брака с Алтеей Лейзер, заключённого в 1976 году, у Ларри Флинта было три жены, и то, что у него было 5 детей.
- Процесс «Журнал Хастлер против Фалуэлла» 1988 года имел место в реальности и стал известным прецедентом в американской юриспруденции.

## Награды и номинации

### Награды
- 1997 — награда «Золотой медведь» Берлинского кинофестиваля
- 1996 — две премии общества кинокритиков Бостона: лучшему актёру второго плана (Эдвард Нортон) и лучшей актрисе второго плана (Кортни Лав)
- 1996 — две премии ассоциации кинокритиков Чикаго: наиболее многообещающему актёру (Эдвард Нортон) и наиболее многообещающей актрисе (Кортни Лав)
- 1997 — премия «European Film Awards», врученная Милошу Форману за выдающийся европейский вклад в мировой кинематограф
- 1997 — две премии «Золотой Глобус»: лучшему режиссёру (Милош Форман) и за лучший сценарий (Скотт Александр, Ларри Карезюски)
- 1996 — премия ассоциации кинокритиков Лос-Анджелеса лучшему актёру второго плана (Эдвард Нортон)
- 1996 — награда «Свобода самовыражения» Национального совета кинокритиков США, врученная Милошу Форману и Оливеру Стоуну

### Номинации
- 1997 — две номинации на премию «Оскар»: лучшему актёру (Вуди Харрельсон) и лучшему режиссёру (Милош Форман)
- 1997 — три номинации на премию «Золотой Глобус»: за лучшую драму, лучшую мужскую (Вуди Харрельсон) и женскую (Кортни Лав) драматические роли
- 1997 — номинация на премию «MTV Movie Awards» за прорыв года (Кортни Лав)